# An Viễn
An Viễn là một xã thuộc tỉnh Đồng Nai, Việt Nam.

## Địa lý
Xã An Viễn nằm ở cực nam của huyện, cách trung tâm huyện 10 km về phía nam, có vị trí địa lý:
- Phía đông giáp huyện Long Thành
- Phía tây giáp thành phố Biên Hòa
- Phía nam và phía tây nam giáp huyện Long Thành
- Phía Bắc giáp xã Đồi 61
- Phía tây bắc giáp xã Giang Điền.

## Hành chính
Xã An Viễn được chia thành 6 ấp: 1, 2, 3, 4, 5, 6.